# 北九州市自分史文学賞
北九州市自分史文学賞（きたきゅうしゅうし じぶんし ぶんがくしょう）は、北九州市が1990年（平成2年）から約四半世紀にわたり行った、公募形式による自分史（または自分自身に大きな影響や感銘を与えた人物の生き方）作品（ノンフィクション作品であること）を対象とする文学賞。大賞作品は学習研究社から出版され、副賞200万円。

## 概要
かつて福岡県北九州市の小倉に軍医として在住した森鷗外を記念して創設され、年1回開催。日本国内をはじめ海外の邦人などからも、毎年400点前後の作品応募があった。二次審査で48点、三次審査で17点、最終候補で7点の作品に絞り込まれ、その中から大賞、佳作（2点）、北九州市特別賞の計4点を選出していた。
北九州市の行財政改革などもあって、2013年度（平成25年度）の募集を最後に終了した。また2014年度（平成26年度）からは、この賞を発展・継承する形で、同じく北九州市にゆかりのある林芙美子の名を冠した『林芙美子文学賞』を実施している。

## 主な受賞作品
- 「大坂町筋鳥町通り」中田勝康 - 第17回 大賞
- 「わたしの赤ちゃん」鈴木政子 - 第18回 大賞
- 「ドックの落日」大西功 - 第19回 大賞
- 「鉄の時代を生きて」小野正之 - 第20回 大賞

受賞作品一覧は「過去の受賞結果・大賞作品」を参照。